# Maradi
Maradi är en stad i södra Niger, huvudort för regionen med samma namn. Det är den tredje största staden i landet, med 174 485 invånare per 2008. Staden ligger strax norr om gränsen mot Nigeria, och är ett handelscentrum i ett betydande jordbruksområde med odling av jordnötter. Industrier i staden är oljekvarnar och bomullsindustri.